# Love the Way You Lie (Part II)
"Love the Way You Lie (Part II)" là một bài hát của nữ ca sĩ người Barbados Rihanna nằm trong album phòng thu thứ năm Loud (2010) của cô. Bài hát có sự góp giọng của nam rapper người Mỹ Eminem, anh cũng đóng vai trò sáng tác bài hát cùng với Skylar Grey và nhà sản xuất Alex da Kid. Đây là phần tiếp theo của đĩa đơn "Love the Way You Lie" từ album phòng thu thứ bảy Recovery của Eminem. Bài hát nhận được nhiều đánh giá tích cực từ giới phê bình và được Rihanna biểu diễn tại Giải thưởng Âm nhạc Mỹ năm 2010 vào ngày 21 tháng 11 năm 2010, cùng với hai bài hát "What's My Name?" và "Only Girl (In the World)".

## Bối cảnh
Sau khi "Love the Way You Lie" phát hành và đạt thành công về mặt thương mại vào năm 2010, Eminem muốn thu âm một phiên bản khác với Rihanna là giọng ca hát chính, với nội dung là góc nhìn về một mối quan hệ dưới lăng kính của người phụ nữ – trái ngược với bản gốc khi Eminem đóng vai chính và kể lại câu chuyện dưới góc độ người đàn ông. Dù vậy, thời điểm đầu trong một cuộc phỏng vấn với MTV, Rihanna cho biết cô phản đối việc thu âm bản nhạc thứ hai: "Lúc mới đầu khi mới nghe ý tưởng về việc thực hiện phần hai, tôi hoàn toàn phản đối nó. Tôi chỉ thấy rằng nó không thể đánh bại 'bản gốc'. Không có cách nào để có thể vượt qua nó, vậy thì tại sao lại phải cạnh tranh với nó?". Sau này, khi nghe bản thu nháp của "Love the Way You Lie (Part II)" trong phòng thu với Eminem – phiên bản do ca sĩ kiêm nhạc sĩ người Mỹ Skylar Grey trình bày – sự e dè ban đầu trong cô đã biến mất. Trong khi bản thu nháp chỉ được đệm bằng tiếng piano, Rihanna và đội ngũ thực hiện đã đã thêm tiếng trống vào phần nhạc, rồi sau đó bổ sung thêm đoạn rap của Eminem.
"Love the Way You Lie" và "Love the Way You Lie (Part II)" đều dựa trên bản thu nháp do Grey viết và thu âm vào cuối năm 2009. Gray cho biết "ban đầu tôi viết bản nháp cho chính mình vì tôi nghĩ, 'Ồ, tôi có bài hát lớn này, và bây giờ tôi đã có một bệ phóng để đưa ra sản phẩm của riêng mình." Gray tiếp tục tiết lộ về việc tại sao bài hát cuối cùng lại được đưa vào Loud: "Ngay khi Rihanna và nhóm của cô nghe được bản thu nháp của tôi, họ đã nói, 'Ồ, chúng tôi muốn nó cho album của Rihanna', vậy nên tôi phải đưa ra quyết định rằng mình có nên đưa nó cho họ hay không. Và rồi tôi đã làm điều đó, vậy nên [bài hát] mới có trong album của Rihanna". Bản thu nháp của Grey lấy tựa đề "Love the Way You Lie (Part III)" được nữ ca sĩ đưa vào đĩa mở rộng The Buried Sessions of Skylar Grey phát hành vào ngày 17 tháng 1 năm 2012.

## Sáng tác
Phiên bản piano và trống với đoạn rap của Eminem là bài hát cuối cùng trong phiên bản đĩa tiêu chuẩn của Loud, trong khi phiên bản Piano chỉ có phần đệm nhạc dương cầm và không bao gồm phần rap của Eminem, mà lại chỉ được tặng kèm độc quyền trong phiên bản phát hành trên iTunes của Loud. "Love the Way You Lie (Part II)" là một bài hát có tiết tấu trung bình, kết hợp giữa thể loại nhạc hip hop và R&B. Theo bản nhạc được xuất bản tại Musicnotes, bài hát được viết ở nhịp 4
4 với số nhịp độ đạt 83 nhịp mỗi phút và được viết ở khóa Sol thứ. Quãng giọng của Rihanna trong bài hát trải dài từ nốt thấp F3 đến nốt cao D5. Emily Mackay của NME khi nhận xét về giọng hát của Rihanna và Eminem trong bài hát đã nhận định "Có sự tương phản tuyệt vời trong 'Part II' của 'Love The Way You Lie'. Với sự cân bằng của giọng hát được chuyển đổi gọn gàng và những nhịp điệu hầm hố hơn làm tăng thêm phần kịch tính, [bài hát] đắm chìm sâu hơn bao giờ hết vào mối quan hệ bạo lực được phác họa trong Part I. Eminem có lúc gần như hét lên vì tức giận, và nghe có vẻ, thành thật mà nói, như bị tâm thần. Sự tương phản với nỗi đau nhẹ nhàng của Rihanna ("So maybe I'm a masochist / I try to run, but I don't wanna ever leave") thật ngon nghẻ."

## Đánh giá chuyên môn
Jon Pareles của The New York Times nhận định "Loud vận hành các gizmo nhạc pop gọn gàng như bất kể mọi album nào khác trong năm nay, duy trì thương hiệu của Rihanna. Album là một bài toán đầy kín đáo, cool ngầu cho tới khi xuất hiện 'Love the Way You Lie (Part II)', phiên bản của riêng cô cho bài hit đầy đau khổ mà cô đã sẻ chia cùng Eminem. 'And it's sick that all these battles / Are what keeps me satisfied,' cô hát. Tiếng đàn piano đơn độc đã nhân hóa những câu hát đầu tiên của cô, và cô lèo lái bản ballad đầy thăng hoa này thành như một quyết định đầy đau đớn; sau đó Eminem đưa ra những đoạn rap mới giữa cơn cuồng nộ ngày một tăng. Mọi thứ thật ca kịch, mà trong một khoảnh khắc, cũng thật trần trụi." Christopher Richards của The Washington Post nhận định "Với 'Love the Way You Lie (Part II),' vị rapper mồm mép điên cuồng chỉ giới hạn mình trong một đoạn phân khúc, để cho Rihanna không gian để nắm quyền quyết định mọi hành động. Liệu một Rihanna thực sự có dám đứng lên hay không? Cô ấy có đứng lên – và cô ấy nghe thật xa cách hơn bao giờ hết." James Skinner của BBC Online thì đánh giá "Love the Way You Lie (Part II)" thậm chí còn hay hơn bản gốc. Anh bình luận, "Đoạn phân khúc của Eminem toát lên vẻ đe dọa đầy sục sôi khiến mọi người phải phấn khích vì anh ngay từ đầu. Nhưng chính giọng hát của Rihanna – vừa ra lệnh, vừa có hồn lại đầy thương tổn đã neo giữ bài hát, và cũng chính Loud đã nâng tầm bài hát [...] thành một thứ hấp dẫn một cách đầy kỳ lạ."
Steve Jones của tờ USA Today đã đưa ra những đánh giá trái chiều về lần hợp tác này, "Eminem xuất hiện một vai khách mời trong 'Love the Way You Lie (Part II)', mở rộng nhưng không hề thực sự thêm vào bản hit trước đó bất cứ điều gì về mối quan hệ bị tra tấn từ album Recovery cả." Cây viết Thomas Conner của Chicago Sun-Times cũng đưa ra đánh giá tiêu cực về bài hát khi bình luận "Cô đã hợp tác với Eminem vào mùa hè này trong bài hát đầy tranh cãi 'Love the Way You Lie' [...]. Cô ấy trở lại với bài này trong Loud với 'Love the Way You Lie (Part II)', một phần mở rộng của giai điệu và phép ẩn dụ đốt phá, trong đó Eminem tái xuất với phần rap kịch tính hơn về việc anh ghét cô, yêu cô, đánh đập cô và ôm ấp cô. Đây là một phần tiếp nối không cần thiết và làm phức tạp hóa hơn vấn đề: Liệu đây là một tuyên bố mang tính xã hội hay chỉ đơn thuần là một cách diễn đạt mang tính nghệ thuật về một số con người đang thực sự gặp rắc rối và lầm lẫn."

## Diễn biến xếp hạng
Cả phiên bản gốc và phiên bản Piano Version của "Love the Way You Lie (Part II)" đều không có sẵn để mua lẻ ở phần lớn các cửa hàng iTunes và chỉ có thể sở hữu khi mua toàn bộ album Loud phiên bản iTunes. Tuy nhiên, bài hát vẫn có thể được mua riêng lẻ trong album INdependence Omen Volume II. "Love the Way You Lie (Part II)" ra mắt trên bảng xếp hạng Canadian Hot 100 vào tuần lễ ngày 4 tháng 12 năm 2010 ở vị trí thứ 19 và trụ trên bảng xếp hạng trong 8 tuần. Tại Hàn Quốc, bài hát đạt vị trí thứ 4 trên bảng xếp hạng International Chart. Bài hát cũng ra mắt và đạt vị trí thứ 160 trên bảng xếp hạng UK Singles Chart của Anh Quốc nhờ doanh thu nhạc số mạnh mẽ khi album Loud phát hành.

## Biểu diễn trực tiếp

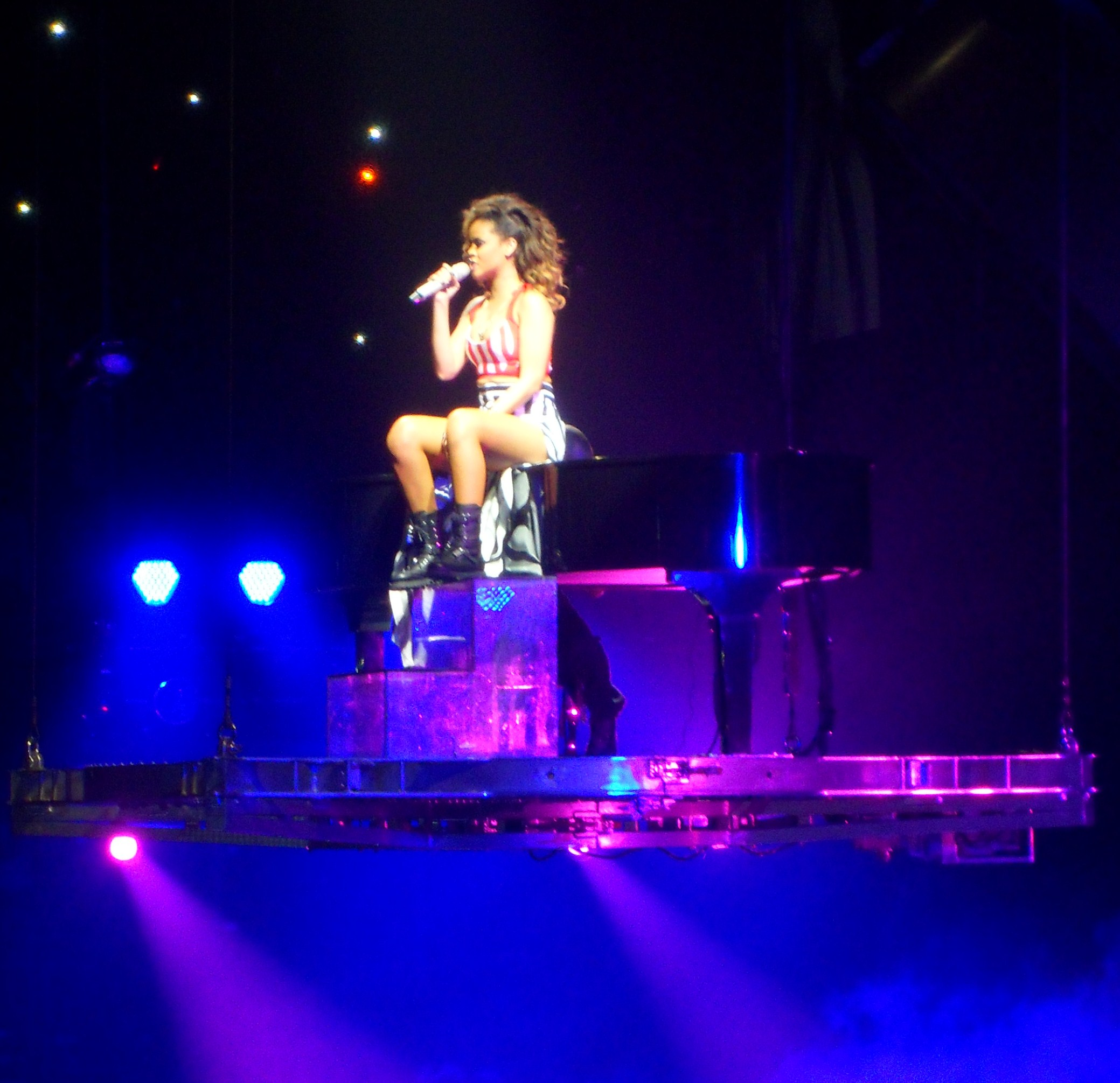
Rihanna biểu diễn "Love the Way You Lie (Part II)" trong đêm diễn Loud Tour (2011) tại thành phố Birmingham, Anh

Rihanna biểu diễn phiên bản rút gọn của bài hát liên khúc với "What's My Name?" và "Only Girl (In the World)" tại Giải thưởng Âm nhạc Mỹ năm 2010 diễn ra vào ngày 21 tháng 11 năm 2010. Rihanna mở đầu buổi biểu diễn với phiên bản acappella của "Love The Way You Lie (Part II)", ngồi trên một cái cây trang trí cách điệu lơ lửng trên cánh đồng cỏ màu sable. Khi hát xong phần đầu tiên của bài hát, cô bắt đầu nhảy từ trên cây xuống đất.
Rihanna và Eminem cùng nhau biểu diễn bài hát này lần đầu tiên tại Giải Grammy lần thứ 53 vào ngày 13 tháng 2 năm 2011 cùng với "I Need a Doctor" do Eminem, Dr. Dre, Skylar Grey và Adam Levine từ Maroon 5, biểu diễn. Màn trình diễn bắt đầu với việc Rihanna hát trên sân khấu B ở giữa khán giả, cùng với Adam Levine đệm đàn. Eminem sau đó xuất hiện trên sân khấu chính để biểu diễn phần rap, trong khi Rihanna đi từ sân khấu B tới để hát chung với anh. Sau đó, phần trình diễn được chuyển sang "I Need a Doctor", và Dr. Dre xuất hiện cùng với Skylar Grey biểu diễn bài hát. "Love The Way You Lie (Part II)" cũng được đưa vào màn diễn cuối của các đêm diễn thuộc chuyến lưu diễn Loud Tour của Rihanna, cùng với "Umbrella". Rihanna cũng biểu diễn "Love the Way You Lie (Part II)" tại Hackney Weekend của Radio 1 vào ngày 24 tháng 6 năm 2012, là bài hát thứ tám trong danh sách biểu diễn.

## Đội ngũ thực hiện
Danh sách đội ngũ thực hiện được lấy từ ghi chú album Loud.
| - Sáng tác – Alexander Grant, Holly Hafermann, Marshall Mathers - Sản xuất – Alex da Kid - Thu âm – Alex da Kid - Sản xuất giọng hát – Kuk Harrell - Thu âm giọng hát – Kuk Harrell, Josh Gudwin, Marcos Tovar | - Trợ lý thu âm giọng hát – Bobby Campbell - Thu âm giọng hát (Eminem) – Mike Strange - Trộn âm – Manny Marroquin - Trợ lý trộn âm – Erik Madrid và Christian Plata |

## Bảng xếp hạng
| Bảng xếp hạng (2010)                | Vị trí cao nhất |
| ----------------------------------- | --------------- |
| Canada (Canadian Hot 100)           | 19              |
| Hàn Quốc (Gaon International Chart) | 4               |
| Anh Quốc (OOC)                      | 160             |

## Chứng nhận
| Quốc gia                                                    | Chứng nhận | Số đơn vị/doanh số chứng nhận |
| ----------------------------------------------------------- | ---------- | ----------------------------- |
| Anh Quốc (BPI)                                              | Bạc        | 200.000‡                      |
| Hoa Kỳ (RIAA)                                               | Vàng       | 500.000‡                      |
| ‡ Chứng nhận dựa theo doanh số tiêu thụ và phát trực tuyến. |            |                               |